# Список керівників ЦОВВ з туризму України
Список осіб, які керували центральним органом виконавчої влади (ЦОВВ) з туризму України.

## Управління по іноземному туризму при Раді Міністрів УРСР
| № | Час повноважень | Посада    | Портрет | Ім'я                   |
| 1 | 1964 — 1974     | Начальник |         | Затяган Йосип Іванович |

## Головне управління по іноземному туризму при Раді Міністрів УРСР
| № | Час повноважень | Посада    | Портрет | Ім'я                       |
| 1 | 1976 — 1983     | Начальник |         | Добротвор Віктор Дмитрович |

## Головне управління Української РСР по туризму[1]
| № | Час повноважень | Посада    | Портрет | Ім'я                       |
| 1 | 1984 — 1989     | Начальник |         | Добротвор Віктор Дмитрович |

## Українська республіканська асоціація по іноземному туризму (асоціація "Укрінтур")[2]
| № | Час повноважень | Посада | Портрет              | Ім'я                        |
| 1 | 1989 — 1993     |        | Генеральний директор | Скринник Володимир Іванович |

## Українська акціонерна компанія по іноземному туризму[3]
| № | Час повноважень | Посада | Портрет | Ім'я |
| 1 | 1991 — 1992     |        |         |      |

## Міністерство зовнішніх економічних зв'язків і торгівлі України(Головне управління з іноземного туризму в центральному апараті)[4]
| № | Час повноважень | Посада  | Портрет | Ім'я                          |
| 1 | 1992 — 1993     | Міністр |         | Воронков Анатолій Миколайович |

## Державний комітет України по туризму[5]
| № | Час повноважень                   | Посада | Портрет       | Ім'я                         |
| 1 | 16 березня 1993 — 25 вересня 1996 | Голова |               | Скринник Володимир Іванович  |
| 2 | 25 липня 1997 — 7 квітня 1998     | Голова |               | Касьяненко Анатолій Іванович |
| 3 | 22 травня 1998 — 10 січня 2000    | Голова | Валерій Цибух | Цибух Валерій Іванович       |

## Державний комітет молодіжної політики, спорту і туризму України[6]
| № | Час повноважень                    | Посада | Портрет       | Ім'я                       |
| 1 | 14 лютого 2000 — 27 листопада 2000 | Голова |               | Федоренко Іван Никифорович |
| 2 | 17 січня 2001 — 18 січня 2002      | Голова | Валерій Цибух | Цибух Валерій Іванович     |

## Державний департамент туризмуДержавного комітету молодіжної політики, спорту і туризму України[7]
| № | Час повноважень                  | Посада   | Портрет            | Ім'я                         |
| 1 | 28 травня 2001 — 21 березня 2002 | Директор | Анатолій Матвієнко | Матвієнко Анатолій Тихонович |

## Державний департамент з питань діяльності курортівМіністерства охорони здоров'я України[8]
| № | Час повноважень                    | Посада   | Портрет | Ім'я                            |
| 1 | 27 травня 2001 — 18 листопада 2003 | Директор |         | Омецинський Броніслав Францович |

## Державна туристична адміністрація України[9]
| № | Час повноважень                | Посада | Портрет       | Ім'я                   |
| 1 | 18 січня 2002 — 29 червня 2005 | Голова | Валерій Цибух | Цибух Валерій Іванович |

## Міністри культури і туризму України[10]
| № | Час повноважень                   | Посада  | Портрет        | Ім'я                         |
| 1 | 16 травня 2005 — 5 жовтня 2005    | Міністр | Оксана Білозір | Білозір Оксана Володимирівна |
| 2 | 5 жовтня 2005 — 1 листопада 2006  | Міністр | Ігор Ліховий   | Ліховий Ігор Дмитрович       |
| 3 | 1 листопада 2006 — 18 грудня 2007 | Міністр | Юрій Богуцький | Богуцький Юрій Петрович      |
| 4 | 18 грудня 2007 — 11 березня 2010  | Міністр |                | Вовкун Василь Володимирович  |
| 5 | 11 березня 2010 — 9 грудня 2010   | Міністр |                | Кулиняк Михайло Андрійович   |

## Державна служба туризму і курортівМіністерства культури і туризму України[12]
| № | Час повноважень                | Посада | Портрет | Ім'я                        |
| 1 | 1 вересня 2005 — 11 січня 2006 | Голова |         | Приставський Ігор Романович |
| 2 | 18 січня 2006 — 29 грудня 2010 | Голова |         | Пахля Анатолій Іванович     |

## Міністри інфраструктури України[13]
| № | Час повноважень                 | Посада                         | Портрет             | Ім'я                            |
| 1 | 9 грудня 2010 — 3 грудня 2012   | Віце-прем'єр-міністр - Міністр | Борис Колесніков    | Колесніков Борис Вікторович     |
| 2 | 24 грудня 2012 — 27 лютого 2014 | Міністр                        | Володимир Козак     | Козак Володимир Васильович      |
| 3 | 27 лютого 2014 — 2 грудня 2014  | Міністр                        | Максим Бурбак       | Бурбак Максим Юрійович          |
| 4 | 2 грудня 2014 — 14 квітня 2016  | Міністр                        | Андрій Пивоварський | Пивоварський Андрій Миколайович |

## Державне агентство України з туризму та курортів[14][15]
| № | Час повноважень                 | Посада | Портрет | Ім'я                        |
| 1 | 16 червня 2011 — 16 квітня 2014 | Голова |         | Шаповалова Олена Олексіївна |

## Управління туризму та курортівМіністерства економічного розвитку та торгівлі України[16]
| № | Час повноважень               | Посада    | Портрет | Ім'я                    |
| 1 | 27 січня 2016 — 22 липня 2016 | Начальник |         | Ліптуга Іван Леонідович |

## Департамент туризму та курортівМіністерства економічного розвитку та торгівлі України[17][18]
| № | Час повноважень                | Посада   | Портрет | Ім'я                     |
| 1 | 22 липня 2016 — 12 серпня 2017 | Директор |         | Ліптуга Іван Леонідович  |
| 2 | 6 лютого 2018 — до 2019        | Директор |         | Сердюк Оксана Вікторівна |

## Міністри культури, молоді та спорту України[19]
| № | Час повноважень               | Посада  | Портрет                | Ім'я                                 |
| 1 | 1 січня 2020 — 4 березня 2020 | Міністр | Володимир Бородянський | Бородянський Володимир Володимирович |

## Державне агентство розвитку туризму України[20]
| № | Час повноважень                | Посада | Портрет          | Ім'я                      |
| 1 | 4 грудня 2019 — 21 січня 2025  | Голова | Мар'яна Олеськів | Олеськів Мар'яна Ігорівна |
|   | 21 січня 2025 — 18 квітня 2025 | Т.в.о. |                  | Касян Юлія Валентинівна   |
| 2 | 18 квітня 2025 —               | Голова |                  | Табака Наталія Михайлівна |